# Deutsche Kriegsgräberstätte Meersburg-Lerchenberg
| Friedhof                                          | Friedhof |
| ------------------------------------------------- | --- |
| Deutsche Kriegsgräberstätte Meersburg-Lerchenberg | |
| Land:                                             | Deutschland |
| Region:                                           | Bodenseekreis |
| Ort:                                              | Meersburg-Lerchenberg |
| Einweihung:                                       | 17. Dezember 1938 Überführung der Toten zum Lerchenberg. 1941/42 Einstellung der Bauarbeiten. 21. September 1964 Einweihung nach Fertigstellung |

Die Deutsche Kriegsgräberstätte Meersburg-Lerchenberg ist ein Soldatenfriedhof an einem Höhenweg zwischen Meersburg und Hagnau an einem markanten Punkt oberhalb des Nordufers des Bodensees für 69 deutsche Soldaten des Ersten Weltkriegs – diese starben während ihrer Behandlung als internierte Verwundete oder während des Austauschs von schwerverwundeten deutschen Kriegsgefangenen gegen schwerverwundete französische und englische Kriegsgefangene in der neutralen, humanitär orientierten Schweiz.

## Kriegstote des Ersten Weltkriegs
Verwundete Kriegsgefangene des Ersten Weltkriegs wurden von der Schweiz aus humanitären Gründen mit Hilfe des Schweizerischen Roten Kreuzes aus deutschen und französischen Lagern in der Schweiz aufgenommen, dort interniert und in Sanatorien und Heilanstalten behandelt. Die verwundeten internierten deutschen Soldaten des Ersten Weltkriegs, die in der Schweiz verstarben, wurden in der Schweiz beigesetzt. Für die auf Schweizer Friedhöfen beigesetzten Soldaten erlosch das Ruherecht nach 20 Jahren. Deshalb wurden im Jahr 1938 69 deutsche Soldaten aus dem Ersten Weltkrieg auf Schweizer Gemeindefriedhöfen (Davos, Luzern u. a.) exhumiert, in die Konstanzer Friedhofshalle und dann nach Meersburg in das Ehrenmal überführt und in einer Gruft beigesetzt. Die Toten sind namentlich im Onlineprojekt Gefallenendenkmäler dokumentiert.

## Lage in Meersburg

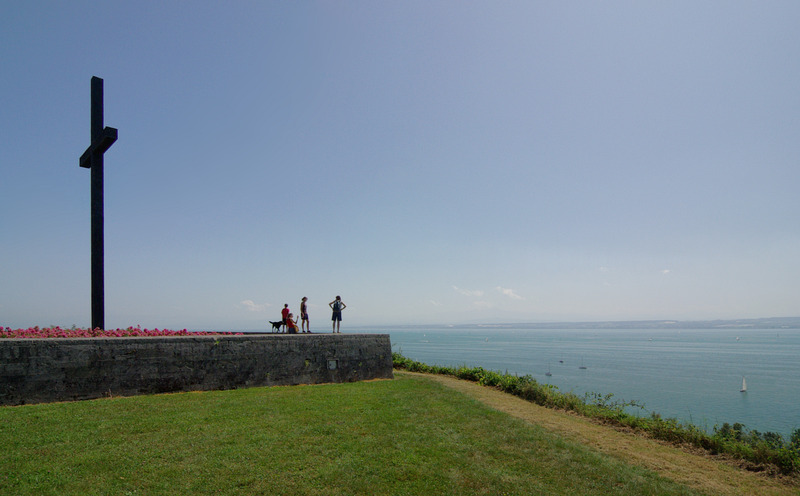
Meersburg: Hochkreuz der Kriegsgräberstätte Lerchenberg

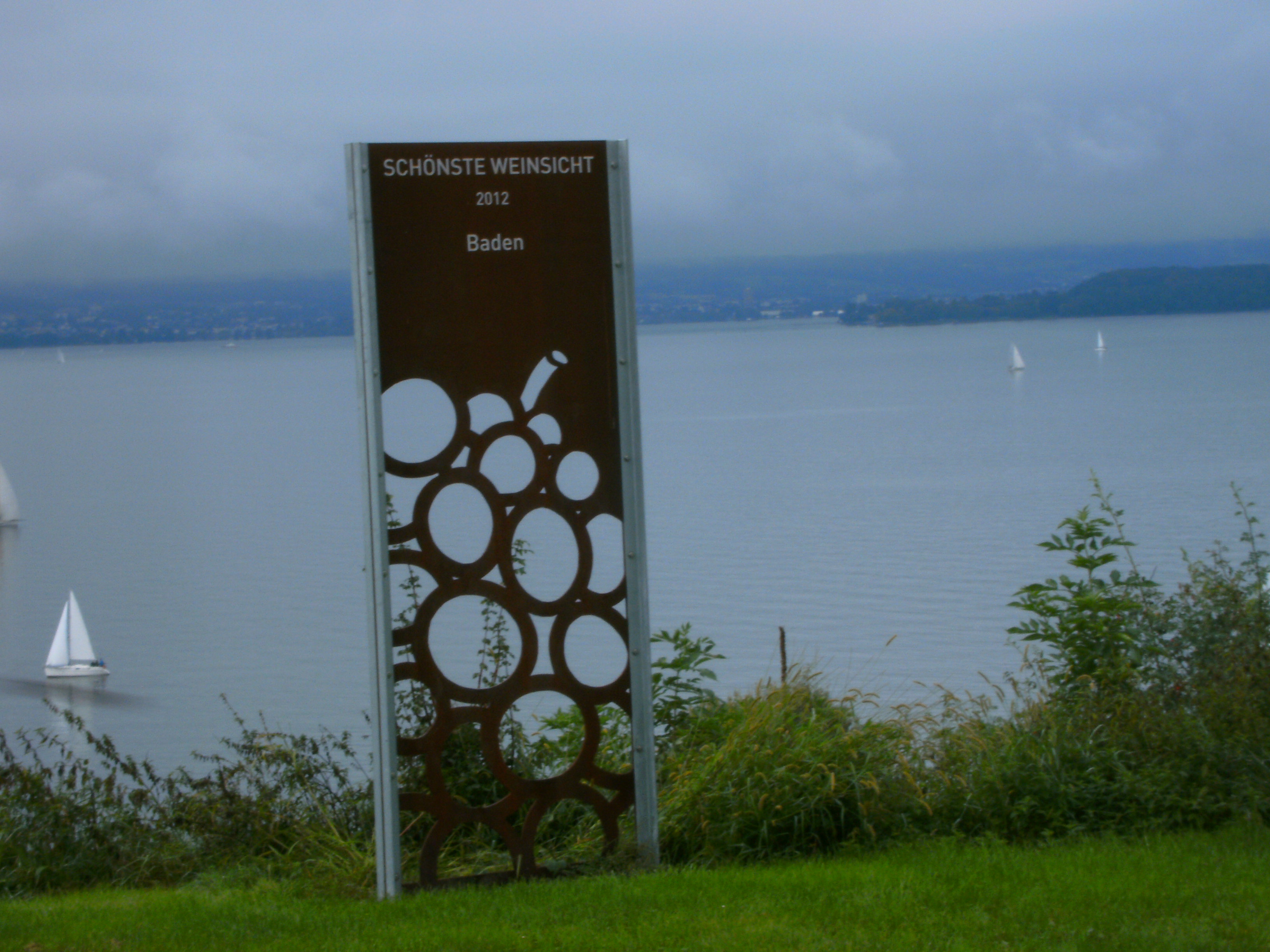
Neben der Gedenkstätte oberhalb des Weinbergs steht eine Stele mit dem Hinweis: „Schönste Weinsicht Badens 2012“.

Im äußersten Südosten des Meersburger Gebietes und am südlichen Rand von Stetten, etwa 200 m nordöstlich oberhalb des Weingutes Haltnau, liegt die Kriegsgräber- und Gedenkstätte Meersburg-Lerchenberg („Ehrenmal“). Sie ist über den Höhenweg zu erreichen, einen (nicht öffentlichen) Fahrweg von Meersburg nach Hagnau oberhalb der Weinberge, der gleichzeitig Teil des Bodensee-Rundwegs ist. Nur von Stetten (Bodenseekreis) aus ist die südlich gelegene Kriegsgräberstätte per Auto zugänglich.
Von dort reicht die Panorama-Sicht auf den Bodensee, die Berggipfel von Vorarlberg, Schweiz sowie nach Konstanz, die Insel Mainau und nach Meersburg. Neben der Gedenkstätte steht eine Stele, die diese Stelle als „schönste Weinsicht Badens“, kennzeichnet.

## Architektonische Gestaltung

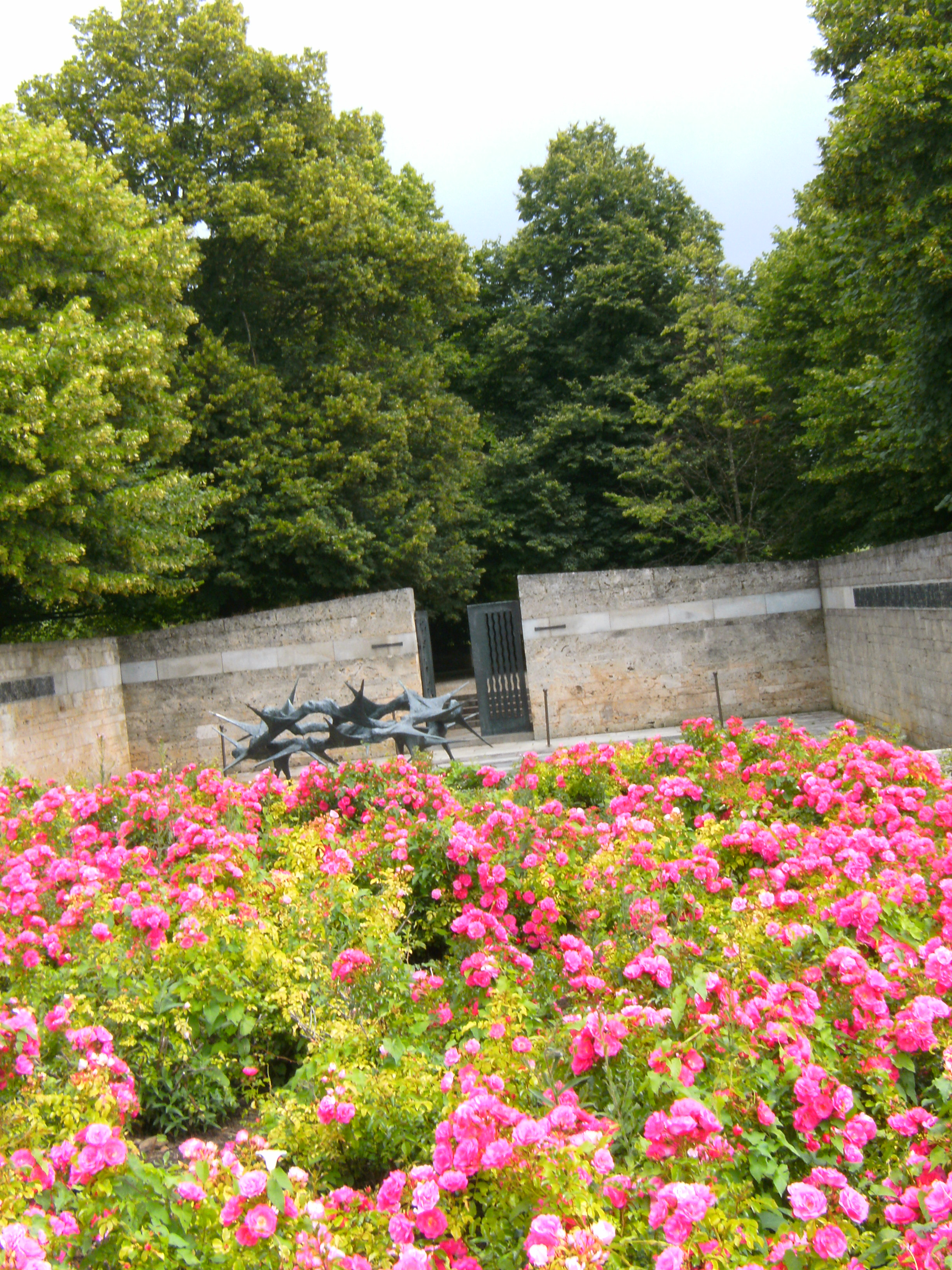
Innenhof der deutschen Kriegsgräberstätte Meersburg-Lerchenberg durch Muschelkalkmauern umrahmt.

Es ist ein mit Muschelkalk-Mauern eingefriedetes Gelände oberhalb der Rebhänge des Bodensees. Die Kriegsgräberstätte wurde endgültig erst 1964 fertiggestellt und wird durch den Landesverband Baden-Württemberg des Volksbund Deutsche Kriegsgräberfürsorge betreut. Dornenkrone und Kreuz wurden durch Werner Gürtner gestaltet. Die Neukonzeption der Anlage nach dem Zweiten Weltkrieg wurde durch Franz Hitzel geprägt.

## Kriegsgräberstätte und Gedenkstätte für die Vermissten

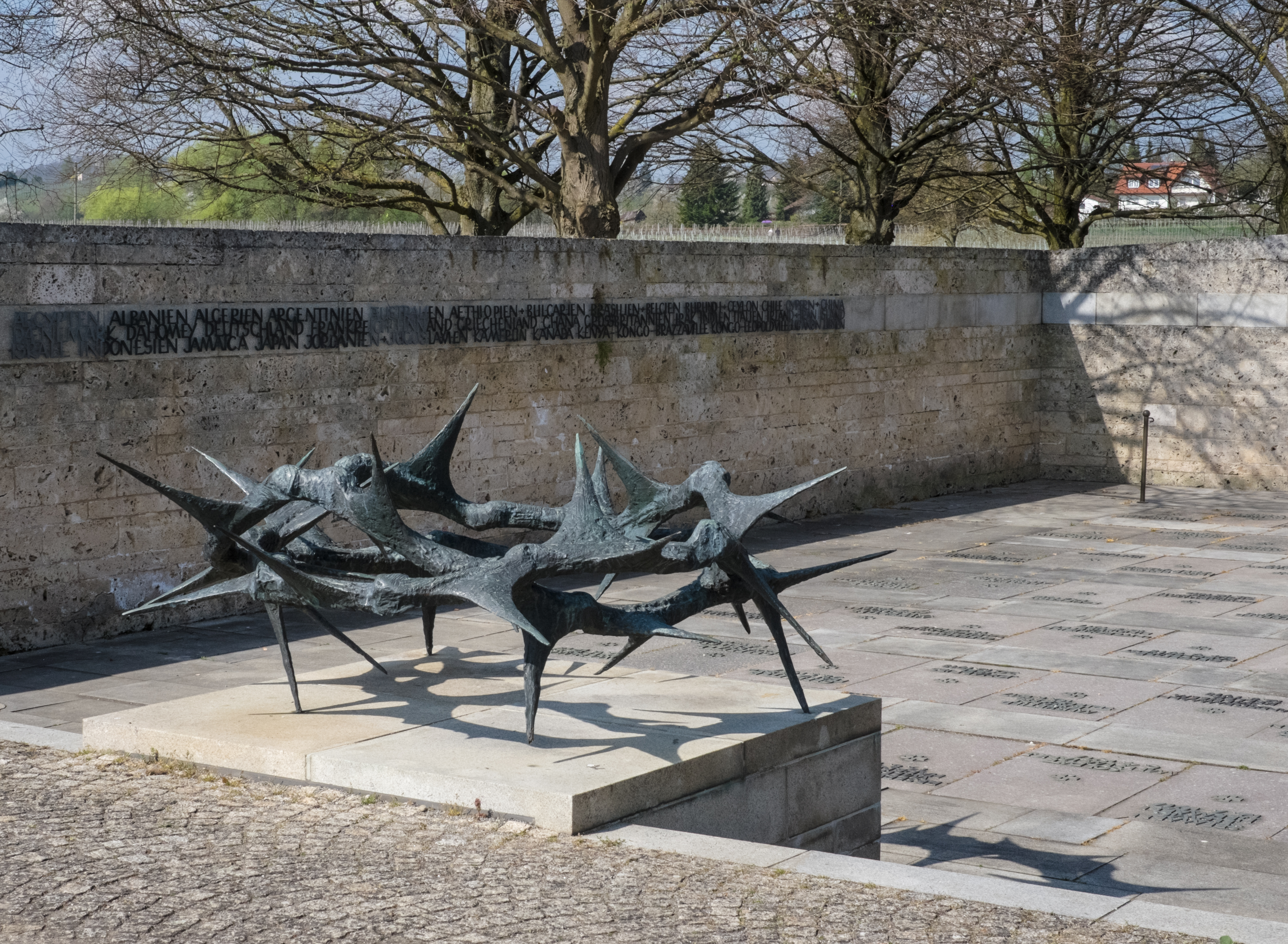
Skulptur Dornenkrone am Hochkreuz als Symbol des Leides. Fries 70 Länder mit Gefallenen des Ersten und Zweiten Weltkrieges. Grabplatten.

Oben an der Innenseite der Muschelkalkmauer sind 70 Länder in Form eines Frieses benannt, in denen im Ersten und Zweiten Weltkrieg deutsche Soldaten gefallen sind oder vermisst wurden. Diese Stätte ist auch den Toten, „deren Gräber uns unerreichbar sind“, und den Vermissten der beiden Weltkriege gewidmet.

## Mitwirkung der Bevölkerung und Besucher

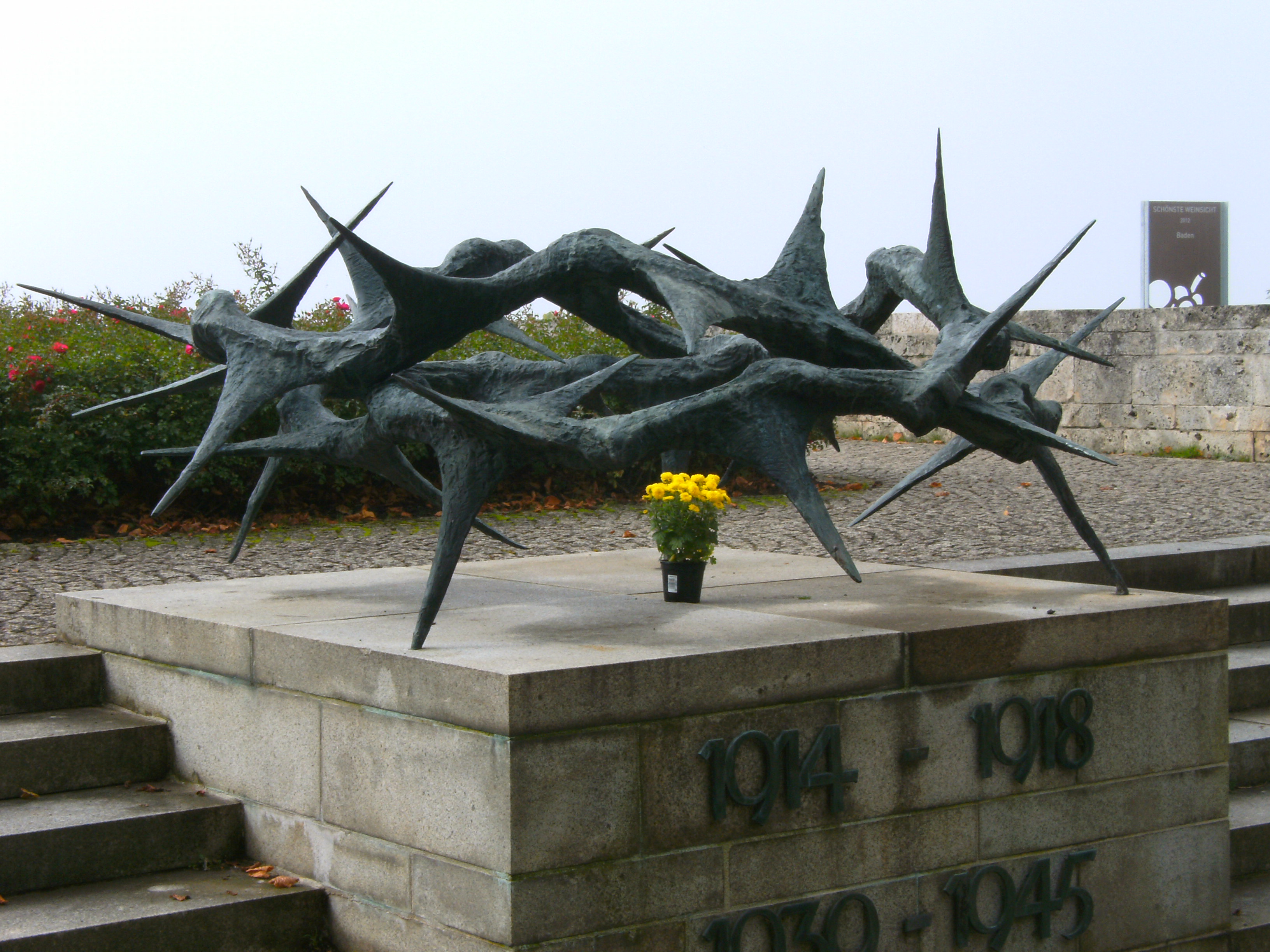
Blumen der Besucher an der Dornenkrone

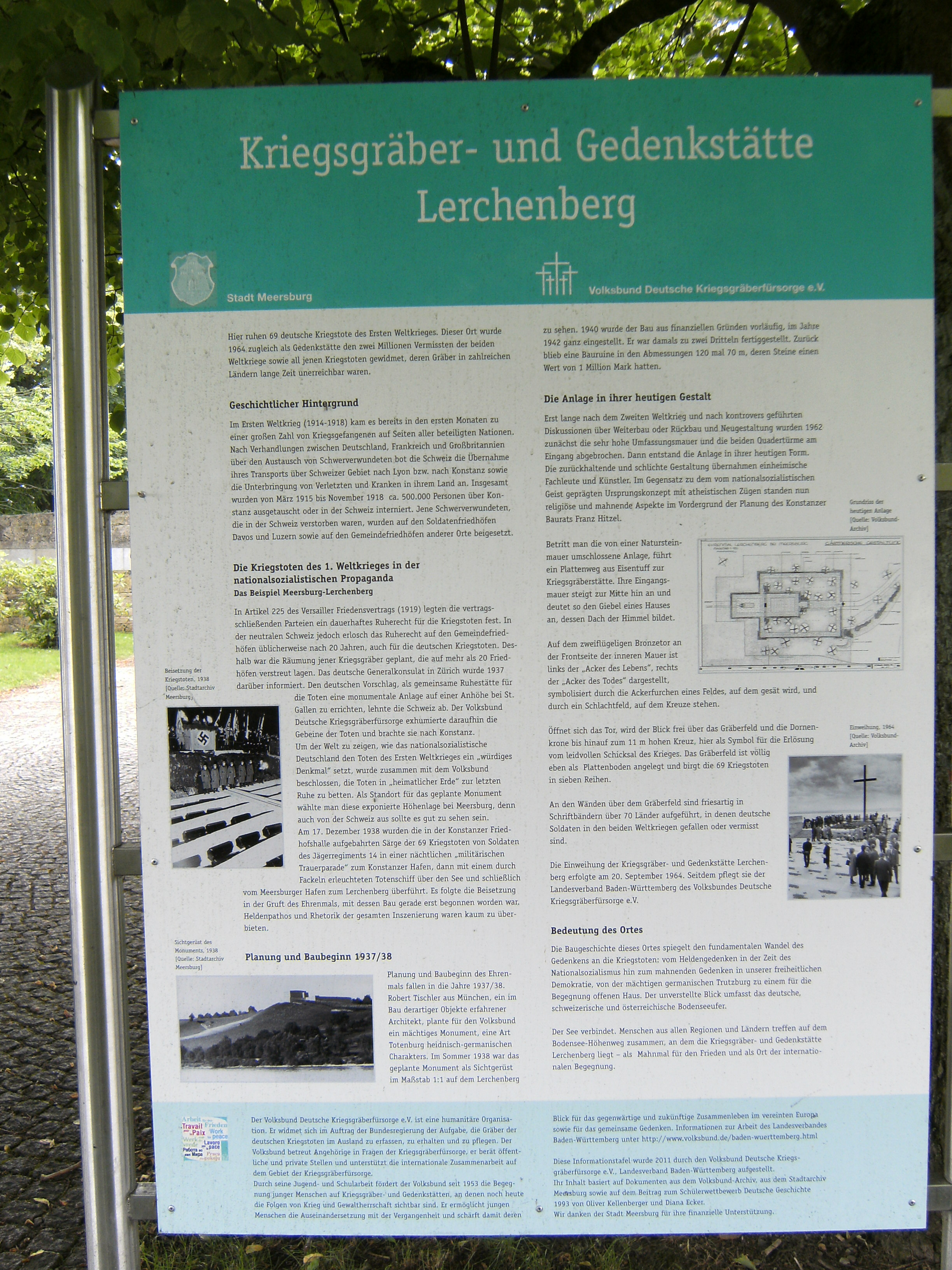
Infotafel Deutsche Kriegsgräberstätte Meersburg-Lerchenberg für Besucher

Die Kriegsgräberstätte befindet sich in Meersburg, obwohl am Bodensee keine Kampfhandlungen in den Weltkriegen stattfanden. Durch die direkte Lage am Höhenweg besuchen auch Wanderer und Radfahrer diese Gedenkstätte und diesen Aussichtspunkt. Steinmetzmeister und Gärtnermeister aus Meersburg erhalten die Anlage. Schüler der Berufsfachschule Überlingen kommen im Herbst zu Pflege und Gedenken. Aber auch Reisegruppen mit Interesse für die Geschichte legen an der Dornenkrone Blumen nieder. Eine internationale Jugendgruppe arbeitete im August 2013 in der Region Hegau-Bodensee und pflegte auch die Kriegsgräberstätte Meersburg-Lerchenberg. Ermöglicht wurde diese Jugendarbeit durch den Landesverband Baden-Württemberg des Volksbundes Deutsche Kriegsgräberfürsorge und die Stadt Singen.